# Bahía de Vlorë

La bahía de Vlorë (en albanés: Gjiri i Vlorës - AFI: [ˈɟiːɾi i ˈvlɔːɾəs]) es una gran bahía del mar Adriático situada a lo largo de la costa albanesa del mar Adriático, en el mar Mediterráneo, en Europa meridional. Se abre al mar por el noroeste y está rodeada en gran parte por la laguna de Narta al norte, la ciudad de Vlorë al noreste, las montañas Ceraunias al este y sureste, y la península de Karaburun al suroeste y oeste.

## Biodiversidad
La bahía está clasificada como Área importante para las aves y las plantas por ofrecer excelentes hábitats a una gran variedad de especies de aves y plantas

## Geografía
La península de Karaburun, que se extiende en el punto de encuentro de los mares Adriático y Jónico, abarca la costa occidental de la bahía, muy accidentada y de estructura irregular, y alberga el Parque Marino de Karaburun-Sazan.

## Historia
En la Antigüedad clásica, la bahía de Vlorë constituía el límite meridional de la costa ilíria. La bahía está delimitada por la zona montañosa de la península de Karaburun (antigua Akrokeraunia) al suroeste y las montañas Ceraunias al sur, que representaban una frontera natural que separaba Iliria de Epiro. La zona costera de la bahía fue poblada por colonos de la antigua Grecia, que tradicionalmente fundaron Orico Tronión y Aulón. En el interior de la bahía había ilirios. La zona al pie de los montaña Ceraunias, incluida la llanura de Dukat, al sur de la bahía, estaba habitada por los ilirios más meridionales, mientras que caones y su territorio, Caonia, se encontraban al sur de la Akrokeraunia.
En la época romana, la región era un lugar importante y fue escenario, por ejemplo, de algunas batallas de Julio César. Se ha sugerido que Julio César desembarcó en el interior de la bahía de Vlorë desde Brundusium, al otro lado del Adriático, para continuar la guerra civil contra Pompeyo en Ilírico y la inminente batalla de Dirraquio el 10 de julio del 48 a. C. Claudio Ptolomeo menciona Aulón (Vlorë), situándola en territorio taulantio.
Según un relato, 18 barcos llenos de mercancías se han hundido en la Bahía. El estudio de la bahía de Vlorë ha sido uno de los principales proyectos del departamento de navegación de la Universidad de Vlorë en los últimos años[.. El extremo suroeste de la bahía, en la base naval de Pashaliman, se ha utilizado como puerto desde la antigüedad. La ciudad se llamaba Orico.
| - Mapa histórico de la bahía en 1573. - Vista aérea - Al atardecer. - Puerto de Vlorë. - Vista panorámica. |